# Matthias Seidl
Pour les articles homonymes, voir Seidl.
Matthias Seidl, né le 24 janvier 2001 à Salzbourg, est un footballeur international autrichien qui évolue au poste de milieu offensif au Rapid Vienne.

## Biographie

### Carrière en club
Né à Salzbourg en Autriche, Matthias Seidl est passé par le centre de formation du RB Salzbourg, où il se lie notamment d'amitié avec Nicolas Seiwald. À l'âge de 14 ans, il est néanmoins jugé comme « trop petit et trop lent » pour continuer son parcours au sein de l'académie. Il commence ainsi finalement sa carrière senior au club de Kuchl, en ligue régionale salzbourgeoise, équivalent du quatrième niveau national autrichien, devenant dès ses 16 ans un des titulaires de l'équipe qui remportera la promotion en troisième division.
Il commence ensuite sa carrière professionnelle au Blau-Weiß Linz en deuxième division autrichienne lors de la saison 2021-2022. Au cours de la saison suivante, il remporte la promotion en Bundesliga autrichienne, terminant champion et meilleur joueur de deuxième division sur la saison,.
En juin 2023, il rejoint librement le Rapid Vienne en championnat d'Autriche,.

### Carrière en sélection
Seidl est international avec l'équipe d'Autriche des moins de 18 et des moins de 19 ans, avec lesquelles il est sélectionné alors qu'il joue encore à niveau amateur.
En aout 2023, Seidl est convoqué pour la première fois avec l'équipe senior d'Autriche,,. Il honore sa première sélection le 17 septembre 2023, remplaçant Konrad Laimer à la 87e minute du match de qualification pour l'Euro 2024 contre la Suède,.
Le 7 juin 2024, il fait partie de la liste des 26 joueurs convoqués par Ralf Rangnick pour disputer l'Euro 2024.

## Vie privée
Matthias Seidl est le frère de Simon Seidl, lui aussi footballeur professionnel.